# ヒットパック・シリーズ 青春に恥じないように / 気がむけば電話して
『ヒットパック・シリーズ 青春に恥じないように / 気がむけば電話して』（ - せいしゅんにはじないように / きがむけばでんわして）は、南沙織12枚目のコンパクト盤。1976年8月1日発売。発売元はCBS・ソニー。規格品番: 08EH-3。

## 解説
1976年から1977年にかけて発売されたA面2曲、B面2曲が収録されたコンパクト盤『ヒットパック・シリーズ』の南沙織盤第1弾。

## 収録曲

### Side A
1. 青春に恥じないように
  - 作詞: 荒井由実、作曲: 川口真、編曲: 萩田光雄
2. 青春の絆
  - 作詞: 有馬三恵子、作曲: 梅垣達志、編曲: 馬飼野康二
  - 13thアルバム『素顔のままで』から収録。

### Side B
1. 気がむけば電話して
  - 作詞: 中里綴、作曲: 田山雅充、編曲: 萩田光雄
2. 素顔のままで
  - 作詞: 中里綴、作曲: 田山雅充、編曲: 水谷公生
  - 13thアルバム『素顔のままで』から収録。

## 関連作品
- ヒットパック・シリーズ
  - ヒットパック・シリーズ 17才 / 潮風のメロディ / 純潔 / ともだち
  - ヒットパック・シリーズ 哀愁のページ / 早春の港 / 傷つく世代 / 色づく街
  - ヒットパック・シリーズ 人恋しくて / ひとかけらの純情 / 気がむけば電話して / 青春に恥じないように
  - ジャニス・イアンとシンシアのゆたかなめぐり逢い
  - ヒットパック・シリーズ 街角のラブソング / ゆれる午後